# المؤسسة اليمنية العامة للنفط والغاز
المؤسسة اليمنية العامة للنفط والغاز ( YOGC ) هي شركة مملوكة للحكومة تحت إشراف وزارة النفط والمعادن اليمنية.

## نشاط الشركة
تأسست المؤسسة بموجب القرار الجمهوري رقم (47) لسنة 1996م و تقوم المؤسسة بممارسة الأنشطة الإستكشافية و الإنتاجية و الخدمية و الاقتصادية و التجارية بذاتها أو عبر شركاتها التابعه لها، كما تقوم بالإشراف على إدارة شركاتها التابعة و الرقابة على أدائها الفني و المالي، ويقع مقرها في العاصمة صنعاء.

وتمتلك الشركات التالية:
- شركة توزيع المنتجات البترولية
- الشركة اليمنية للغاز (YGC)
- شركة مصفاة عدن
- الشركة اليمنية للاستثمارات النفطية والمعادن (YICOM)
- شركة تكرير اليمن (YRC)

## روابط خارجية
YOGC موقع الشركة